# Джеймс Ловел
Джеймс „Джим“ Артур Ловел-младши (на английски: James 'Jim' Arthur Lovell, Jr.) е бивш американски астронавт и първият човек в света, летял в космоса 4 пъти. Известен е най-вече като пилот на командния модул на Аполо 8, първия полет, влязъл в лунна орбита, и като капитан на злополучния Аполо 13.

## Биография
Ловел е роден на 25 март 1928 г. в Кливланд, Охайо. Получава бакалавърска степен от Американската военноморска академия през 1952 г.
Избран е за астронавт от НАСА през септември 1962 г.

## Полети
Джим Ловел е летял в космоса като член на екипажа на следните мисии:
- Джемини 7 (4 декември 1965 – 18 декември 1965)
- Джемини 12 (11 ноември 1966 – 15 ноември 1966)
- Аполо 8 (21 декември 1968 – 27 декември 1968)
- Аполо 13 (11 април 1970 – 17 април 1970)

Ловел е първият от тримата астронавти с два полета до Луната (Аполо 8 и Аполо 13).
| Космически полети на Джеймс Ловел                                     | Космически полети на Джеймс Ловел | Космически полети на Джеймс Ловел | Космически полети на Джеймс Ловел | Космически полети на Джеймс Ловел | Космически полети на Джеймс Ловел  | Космически полети на Джеймс Ловел |
| №                                                                     | Дата                              | КК                                | Емблема на мисията                | Функции                           | Продължителност                    |                                   |
| --------------------------------------------------------------------- | --------------------------------- | --------------------------------- | --------------------------------- | --------------------------------- | ---------------------------------- | --------------------------------- |
| 1                                                                     | 4 декември 1965                   | „Джемини 7“                       |                                   | Пилот                             | 13 денонощия 18 часа 35 мин 1 сек. |                                   |
| 2                                                                     | 11 ноември 1966                   | „Джемини 12“                      |                                   | Командир                          | 3 денонощия 22 часа 34 мин 31 сек. |                                   |
| 3                                                                     | 21 декември 1968                  | „Аполо 8“                         |                                   | Пилот на командния модул          | 6 денонощия 3 часа 0 мин 42 сек.   |                                   |
| 4                                                                     | 11 април 1970                     | „Аполо 13“                        |                                   | Командир                          | 5 денонощия 22 часа 54 мин 41 сек. |                                   |
| Сумарно време в космоса – 29 денонощия 19 часа 4 минути и 55 секунди. |                                   |                                   |                                   |                                   |                                    |                                   |

## Награди
На 26 юли 1995 г., Джеймс Ловел е награден от Конгреса на САЩ с Космически медал на честта – най-високото гражданско отличие за изключителни заслуги в областта на аерокосмическите изследвания.